# Strašice (Plzeň)
Strašice è un comune della Repubblica Ceca facente parte del distretto di Rokycany, nella regione di Plzeň.